# Levko Koper
Levko Koper (* 5. Oktober 1990 in Edmonton, Alberta) ist ein kanadischer Eishockeyspieler, der seit November 2019 bei den Florida Everblades aus der ECHL unter Vertrag steht.

## Karriere
Koper begann seine Karriere im Jahr 2006 bei den Spokane Chiefs in der Western Hockey League. Mit seinem Team wurde er Meister der WHL-Saison 2007/08, wodurch sich die Mannschaft für den Memorial Cup 2008 qualifizierte, den sie ebenfalls gewannen. Im Folgejahr wurde Koper für das CHL Top Prospects Game nominiert.
Von 2011 bis 2016 spielte Koper für das Team der University of Alberta, mit dem er 2014 im University Cup den Meistertitel erlangte. In der Winter-Universiade 2015 sicherte sich Koper die Bronze-Medaille. In seinem Abschlussjahr stand er zusätzlich für die Cincinnati Cyclones aus der ECHL auf dem Eis.
Die Saison 2016/17 verbrachte Koper sowohl bei den Florida Everblades aus der ECHL als auch bei deren Kooperationspartner, den Charlotte Checkers aus der American Hockey League, bei denen er den Großteil der Saison absolvierte.
Im Jahr 2017 wechselte Koper nach Europa zu den Straubing Tigers in die Deutsche Eishockey Liga. Nachdem der Rechtsschütze zunächst einen Try-Out-Vertrag erhalten hatte, wurde dieser kurz vor Beginn der Saison 2017/18 in einen vollwertigen Vertrag umgewandelt.
Im Sommer 2018 wechselte er nach Österreich zum HC Innsbruck, bevor im Dezember sein Vertrag aufgelöst wurde und er zum HC 05 Banská Bystrica in die slowakische Tipsport Extraliga wechselte. Dort gewann er 2019 die slowakische Meisterschaft. Im November 2019 kehrte er nach Nordamerika zurück, in den sich der Flügelstürmer seinem Ex-Klub Florida Everblades aus der ECHL anschloss.

## Erfolge und Auszeichnungen
| - 2008 Ed-Chynoweth-Cup-Gewinn mit den Spokane Chiefs - 2008 Memorial-Cup-Gewinn mit den Spokane Chiefs - 2009 Teilnahme am CHL Top Prospects Game - 2014 University-Cup-Gewinn mit der University of Alberta | - 2016 CIS West Second All-Star Team - 2019 Slowakischer Meister mit dem HC 05 Banská Bystrica - 2022 Kelly-Cup-Gewinn mit den Florida Everblades - 2023 Kelly-Cup-Gewinn mit den Florida Everblades |

## Karrierestatistik
(Legende zur Spielerstatistik: Sp oder GP = absolvierte Spiele; T oder G = erzielte Tore; V oder A = erzielte Assists; Pkt oder Pts = erzielte Scorerpunkte; SM oder PIM = erhaltene Strafminuten; +/− = Plus/Minus-Bilanz; PP = erzielte Überzahltore; SH = erzielte Unterzahltore; GW = erzielte Siegtore; 1 Play-downs/Relegation; Kursiv: Statistik nicht vollständig)